# Die Geschichte von der Wunderbaren Kartoffel
Die Geschichte von der Wunderbaren Kartoffel (Eventyret om den vidunderlige kartoffel) ist ein 1985 gedrehter dänischer Zeichentrickfilm von Anders Sørensen. Er wurde vom Dänischen Institut für Film herausgegeben und behandelt die Herkunft der Kartoffel und deren Einführung in Europa während der Neuzeit.

## Inhalt
Der Film behandelt die Verbreitung der Kartoffel in Südamerika, später in Europa. Dabei geht er auf die sozialen Zustände im Europa der frühen Neuzeit ein, erklärt die Bedeutung der Kartoffel als Nahrungsquelle und schließt mit der Kartoffelpest in Irland.

## Produktion und Veröffentlichung
Der Film wurde 1985 nach einem Drehbuch und unter der Regie von Anders Sørensen produziert. Die Musik komponierte Anders Koppel, die Erzählstimme sprach Kai Løvring. Für die Kamera war Jette Michaelsen verantwortlich, für die Hintergründe Claus Deleuran.

## Rezeption
Video Education Australasia empfiehlt den Film für den Unterricht im 5. bis 8. Schuljahr.